# Calacadia ambigua
Calacadia ambigua is een spinnensoort uit de familie Desidae. De soort komt voor in Chili.